# جيني ماكسويل
جيني ماكسويل (بالإنجليزية: Jenny Maxwell)‏ هي ممثلة أمريكية، ولدت في 3 سبتمبر 1941 في نيويورك في الولايات المتحدة، وتوفيت في 10 يونيو 1981 في بيفرلي هيلز في الولايات المتحدة.

## وصلات خارجية
- جيني ماكسويل على موقع IMDb (الإنجليزية)
- جيني ماكسويل على موقع ميوزك برينز (الإنجليزية)
- جيني ماكسويل على موقع قاعدة بيانات الفيلم (الإنجليزية)